# Ptochophyle togata
Ptochophyle togata är en fjärilsart som beskrevs av Fabricius 1798. Ptochophyle togata ingår i släktet Ptochophyle och familjen mätare. Inga underarter finns listade.